# Seymeria virgata
Seymeria virgata là loài thực vật có hoa thuộc họ Cỏ chổi. Loài này được (Kunth) Benth. miêu tả khoa học đầu tiên năm 1846.